# Заславский, Генрих Моисеевич
Генрих Моисеевич Засла́вский (1901—1968) — советский авиаконструктор, учёный.

## Биография
В 1927 году окончил Ленинградский политехнический институт (ЦГА СПб ф.Р‑3121 оп.14 д.132). С 1929 года главный инженер-конструктор завода № 23. В 1932—1934 годах вместе с С. Ш. Бас-Дубовым спроектировал самолетный винт с автоматически регулирующимся шагом (ВАРШ).
В 1934—1938 годах конструктор ленинградского КБ-2 ОВИ РККА (Отдела военных изобретений РККА).
С 1938 года работал в Москве, с 8 апреля совместно с Бас-Дубовым главный конструктор ОКБ-2, образованного при заводе № 28, с июля 1941 года в эвакуации на заводе № 467 НКАП (Павлово), с июля 1942 года на заводе № 27.
Доктор технических наук.
Умер в 1968 году. Похоронен в Москве на Введенском кладбище (7 уч.).
Жена — Заславская Сарра Александровна (1908—1991). Правнук — Олег Заславский.

## Награды и премии
- Сталинская премия третьей степени (1946) — за создание и внедрение в серийное производство винтов для штурмовиков и истребительной авиации
- Сталинская премия третьей степени (1947) — за разработку конструкции новых типов винтов для боевых самолётов
- орден «Знак Почёта» (04.11.1940) — «за достижения в создании и освоении новых винтов, радиаторов, приборов и агрегатов для Красного Воздушного Флота»
- медали